# Formicococcus comantis
Formicococcus comantis är en insektsart som först beskrevs av Wang 1978.  Formicococcus comantis ingår i släktet Formicococcus och familjen ullsköldlöss. Inga underarter finns listade i Catalogue of Life.